# Zichy Ottó
Zichy Ottó (Molnári, Vas megye, ma: Püspökmolnári, 1815. július 21. – Sopron, 1880. június 17.) gróf, 1848-as honvédezredes.

## Élete
Zichy Károly gróf kamarai elnök és gr. Festetich Júlia fia. Főhadnagyi rangjáról még 1848 előtt lemondván, részt vett a politikai küzdelmekben. A szabadságharcban mint őrnagy vett részt és a komáromi helyőrség tagja volt. A kapituláció után Észak-Amerikában telepedett le, de egy év múlva visszatért és birtokain gazdálkodott.
Cikkei: Győri Hirl. (1860. 80. Gyümölcsészet); Kerti Gazd. (1862. 1. Kövessenek a kertbe); M. Kert (1863. 2. Franciaországi kertészeti mozgalmak. 10., 11. Redélyezés, gr. Erdődy Sándor vépi kertje); Kert (1863. 7. A győrvidéki gazdasági egylet zámolyi faiskolája)

## Munkája
- Nemzeti őrseregi organisatio. Győr, 1848

## Külső hivatkozások
- Zichy Ottó életrajza